# Музей еврейской истории в Жироне
Музей еврейской истории (кат. Museu d'Història dels Jueus) в Жироне создан с целью сохранить и распространить историю еврейской общины в Каталонии в целом.

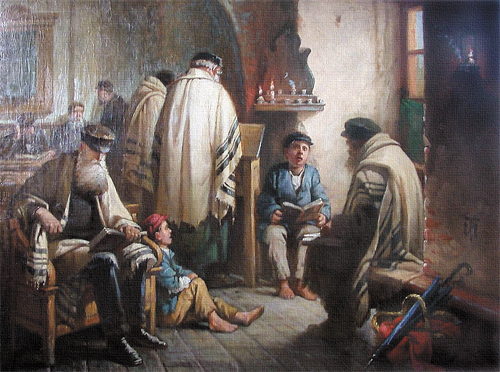
Евреи на молитве

Сегодня на территории Испании действует большое количество музеев, посвященных истории еврейского народа. Это связано с тем, что во времена Средневековья еврейская община была весьма влиятельной в финансовом плане, и с тем, что евреи внесли значительный вклад в науку и культуру народов, проживающих на территории всего Пиренейского полуострова. Этот музей — один из них.
Коллекция музея охватывает период истории жизни евреев в Жироне начиная с XI в., включая период погрома 1391 года и заканчивая второй половиной XV в.

## Экспозиция
Постоянная выставка музея занимает 11 залов. При этом каждый из них демонстрирует ту или иную часть жизни еврейского народа, проживавшего в Каталонии.

### «Жизнь в общине» (La vida en comunitat)
Экспозиция зала повествует о происхождении еврейской общины Жироны. Здесь представлены археологические находки, касающиеся повседневного быта евреев Жироны.

### «Праздники и традиции» (Festes i tradicions)
Зал посвящён обычаям еврейского народа. В течение года община празднует и почитает исторические и религиозные праздники. В экспозиции представлены не только объекты, которые использовали несколько веков назад, но и праздничная атрибутика, которая «не вышла из моды» и используется даже сегодня для отправления религиозных обрядов, проведения торжеств и праздников.

### «Жизненный цикл» (El cicle de la vida)
Евреи жили в соответствии с Божьими заповедями и предписаниями конкретных религиозных законов. Об этом свидетельствуют некоторые документы и изображения, из которых можно узнать о том, как заключались браки, проходили ритуалы очищения или чтение свитка книги Есфири (Rollo de Esther). Все эти артефакты расположены в 3-м зале музея.

### «Еврейский квартал»(El call jueu)

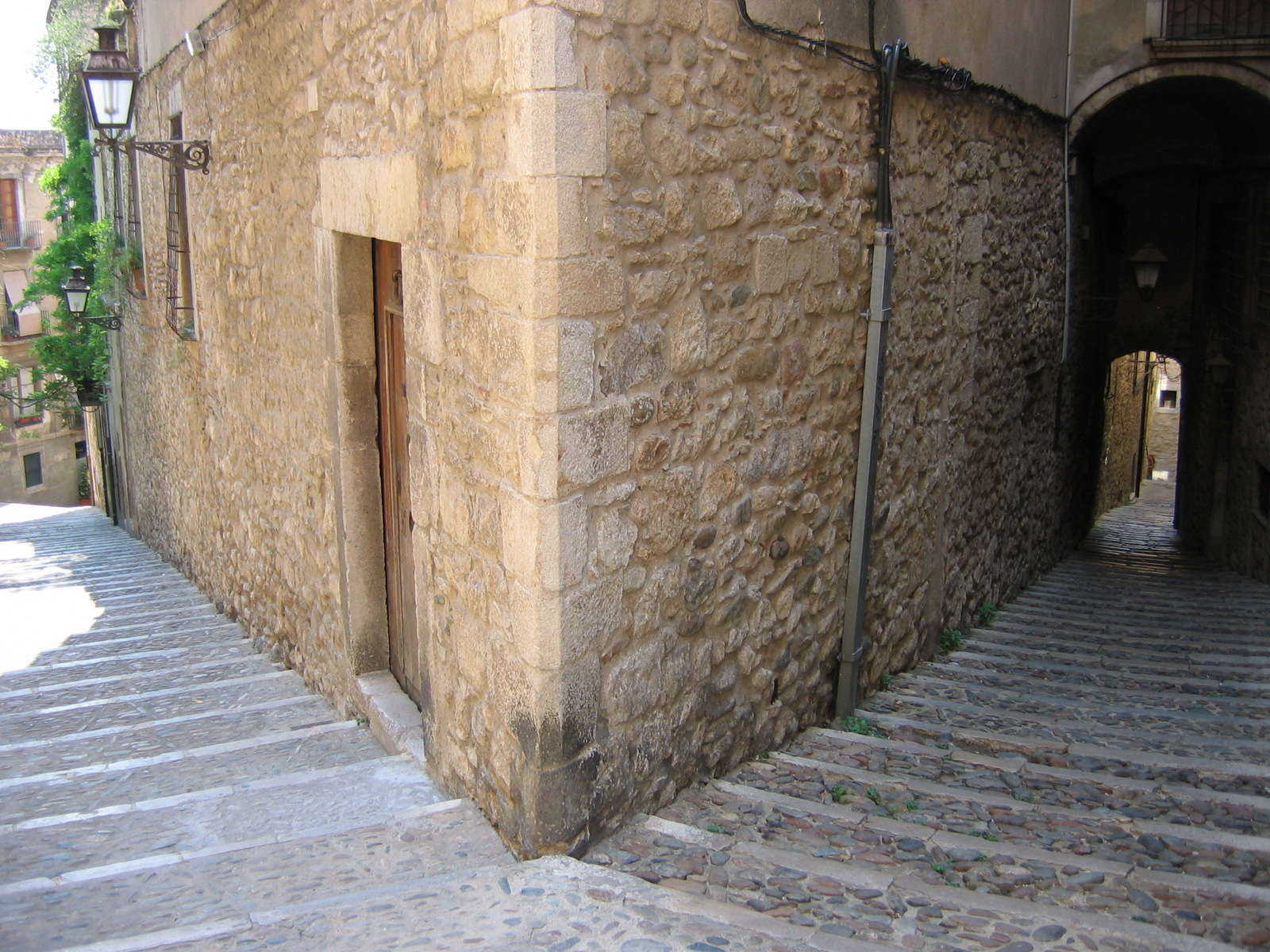
Еврейский квартал Эль-Каль

В этом зале показана повседневная жизнь евреев. Здесь можно увидеть еврейский квартал «с высоты птичьего полёта». Такие районы-гетто имелись в нескольких городах средневековой Каталонии. Узкие улочки, дома, мастерские были типичны для еврейской жизни Каталонии Средневековья.

### «Диаспора» (La diàspora)
В этом зале можно познакомиться с иерархией еврейской общины, а также изменениями, которые происходили с ней на протяжении веков.

### «Синагога» (La sinagoga)
Этот зал посвящён синагоге. Именно в синагогах проходили обучение общины, молитвы и собрания, обсуждались важные для всей общины вопросы, отмечались торжества локального и глобального масштаба. В экспозиции можно увидеть элементы ритуалов и культов, а также археологические находки и документы (оригиналы и репродукции), которые имеют отношение к синагоге Жироны, существовавшей в период с 1435 по 1492 гг.

### «Кладбище» (El cementiri)
Экспозиция зала представляет собой воображаемую прогулку по еврейскому кладбищу XIII века. Кладбище — самое настоящее и раньше было расположено в северной части города. Виртуальная экскурсия среди многочисленных надгробий еврейского квартала. В числе экспонатов — 21 надгробная плита со средневековых еврейских кладбищ (одна из лучших коллекций такого рода в мире).

### «Культурное наследие» (L'herència cultural)
Здесь представлено научное, философское и литературное наследие еврейского народа. На больших панелях содержится информация о многих известных евреях. Среди них, например, имя известного философа Моше бен Нахмана.

### «Хлеб насущный» (El pa de cada dia)
В этом зале представлены средневековые документы, описывающие занятия и различные виды профессиональной деятельности евреев Жироны. Их основными занятиями были ремёсла, торговля и обмен.

### «Сосуществование культур» (Coexistència de cultures)
Политические и социальные изменения, кризисные ситуации, возникавшие на всей территории средневековой Европы, приводили к тому, что сосуществование культур было крайне сложным. С XIV в. на еврейские общины часто нападали, обвиняли в совершении различных преступлений и в святотатстве. Экспозиция зала посвящена этим проблемам.

### «Обращенные и инквизиция» (La societat conversa i la inquisició)
Этот зал посвящён нелёгкой судьбе евреев, которых нередко преследовали и пытали с целью обратить в христианство. В результате многочисленных наветов, ложных доносов и многочисленных провокаций евреи были вынуждены покинуть страну.

## Архивная коллекция
Музей известен своим архивом, фонды которого включают сведения об объектах собственности, сделки с которыми совершали евреи Жироны начиная с 1284 года (с помощью этих данных удалось установить местонахождение синагоги и иешивы Моше бен Нахмана), а также данные о переходе евреев в католичество (записи содержат как прежние еврейские имена, так и имена, полученные при принятии христианства). В музее хранятся также некоторые древние рукописи по Каббале.